# Германско-узбекистанские отношения
Германско-узбекистанские отношения — двусторонние дипломатические отношения между Германией и Узбекистаном. Государства являются членами Организации Объединённых Наций.

## История
31 декабря 1991 года установлены официальные двусторонние отношения, после того, как Федеративная Республика Германия признала независимость Республики Узбекистан.
Германия имеет посольство в Ташкенте. Республика Узбекистан содержит посольство в Берлине, а также генеральное консульство во Франкфурте-на-Майне и почётное консульство в Бремене.
Министерство иностранных дел Германии характеризует отношения с Узбекистаном как тесные и доверительные. Тем не менее, существуют сложные рамочные условия для торговли и инвестиций, а вопросы прав человека также поднимаются со стороны Германии. Авиабаза в Термезе, расположенная в Узбекистане,  использовалась и была очень важна как логистическая база для снабжения германского воинского контингента в Афганистане. Двусторонние отношения характеризуются активными экономическими отношениями. По данным министерства иностранных дел Германии, в 2012 году Германия заняла 6-е место в качестве страны-экспортера товаров в Узбекистан с долей 3,8 %. Экспорт Германии в Узбекистан: машинное оборудование, автомобили и запчасти, а также фармацевтические препараты. В 2012 году объём товарооборота между странами составил сумму 414,9 млн евро.
Германия активно участвует в двусторонних отношениях в области развития. В период с 1992 по 2013 год Германия привлекла более 300 миллионов евро на проекты развития технического и финансового сотрудничества с Узбекистаном. Поддержка модернизации сектора здравоохранения Узбекистана, а также поддержка устойчивого экономического развития являются важными компонентами развития отношений и политики.
В 1993 году было подписано культурное соглашение между странами, которое вступило в силу с 2002 года. Министерство иностранных дел Германии отмечает этот факт, как важный для культурного сотрудничества. Германские культурные организации, такие как Центральное управление школ за рубежом, Институт имени Гёте, Фонд имени Конрада Аденауэра и Фонд имени Фридриха Эберта, представлены в Узбекистане, имея в общей сложности около 15 прикомандированных сотрудников.
Между странами поддерживаются контакты в сфере высшего образования, например, с Галле-Виттенбергским университетом и Потсдамским университетом прикладных наук. Институт имени Гёте поддерживает немецкий читальный зал в Ташкенте и Самарканде, а также ряд информационных материалов в Фергане. Языковые курсы пользуются особой популярностью. Узбекистан занимает пятое место в мире по абсолютному количеству изучающих немецкий язык.
В 2018 году президент Узбекистана Шавкат Мирзиёев назначил заместителем министра инноваций германского госслужащего по итогам переговоров с министерством образования и исследований Германии.